# 卡伦水库
卡伦水库是中国吉林省四平市公主岭市境内的一座水库，位于卡伦河上，建于1958年。水库正常库容为3815万立方米，集雨面积为341平方千米，海拔为180.9米。